# Giả thuyết Morley-Vine-Matthews
Giả thuyết Morley-Vine-Matthews là bản thử nghiệm khoa học chủ chốt đầu tiên về tách giãn đáy đại dương của học thuyết trôi dạt lục địa.
Các nhà địa vật lý Frederick John Vine và Lawrence W. Morley phát hiện một cách độc lập rằng nếu học thuyết tách giãn đáy đại dương là đúng thì các đá xung quanh các sống núi giữa đại dương sẽ thể hiện các kiểu mẫu của sự đảo cực từ một cách có hệ thống, là sự ghi nhận lại đảo cực địa từ của Trái Đất trong các đá núi lửa khi nó nguội đi. Cả hai bức thư Morley gởi cho tạp chí Tự nhiên và tạp chí nghiên cứu địa vật lý đều bị từ chối, vì vậy Vine và hướng dẫn của ông là Drummond Hoyle Matthews đã xuất bản lần đầu tiên vào năm 1963. Các cuộc khảo sát địa từ sau đó cho thấy rằng các kiểu mẫu là có thực và nó cung cấp các xác minh quan trọng cho học thuyết.